# Heinrich Grube (Landschaftsarchitekt)
Heinrich „Heinz“ Grube (* 24. Mai 1840 in Düsseldorf; † 28. Dezember 1907 in Aachen) war ein deutscher Landschaftsarchitekt.

## Leben
Heinrich Grube, Sohn des Düsseldorfer Präsidial-Sekretärs und preußischen Handelsagenten Friedrich Wilhelm Grube und der Schriftstellerin Elisabeth Grube, besuchte nach dem Gymnasium im Jahr 1856 die 2. Klasse der Bauschule von Rudolf Wiegmann an der Kunstakademie Düsseldorf. Von Juli 1857 bis 1858 hatte er anschließend eine praktische Lehrzeit unter Joseph Clemens Weyhe im Hofgarten und Botanischen Garten seiner Vaterstadt. In den Jahren 1858 bis 1860 ging er danach auf die von Peter Joseph Lenné geleitete Königliche Gärtnerlehranstalt am Wildpark bei Potsdam. Nach einer Tätigkeit am Botanischen Garten zu Berlin kehrte er nach Düsseldorf zurück, wo er 1860/1861 als Einjährig-Freiwilliger seinen Militärdienst absolvierte. Zwei Jahre studierte er dann an der Berliner Universität. Von 1862 bis 1864 war er Obergärtner an der Flora Köln und wohnte 1863 als „Gartenkünstler“ im Collenbach’schen Gut in Düsseldorf-Pempelfort, ehe er von 1864 bis Frühjahr 1867 als Gartendirektor Maximilians I. im Kaiserreich Mexiko wirkte, in jenem Land, in dem sein Vater in den Jahren 1825–1827 als Kolonisator hatte Fuß zu fassen versucht. Nach einer kurzzeitigen Tätigkeit als Hofgärtner im Schlosspark Laxenburg fand er bis 1879 in Sigmaringen Anstellung als Hofgartendirektor beim Fürsten Karl Anton von Hohenzollern-Sigmaringen. Während des Deutsch-Französischen Kriegs wurde er als Landwehroffizier eingesetzt. Von 1879 bis 1882 betrieb er mit einem Kompagnon die Rosenschule und Handelsgärtnerei Grosch & Grube in Godesberg am Rhein. Seine Laufbahn schloss er von 1. Juli 1883 bis zu seiner Pensionierung am 1. April 1903 als Stadtgartendirektor von Aachen ab.

## Werke (Auswahl)
- 1875: Florapark Düsseldorf[5]
- 1881: Entwurf zu einem Park am Haus Roland für Friedrich Heinrich Freiherr von Diergardt (1820–1887)[6]
- 1883 bis ≈1890: Gartenanlagen auf dem Salvatorberg, Vereinigung mit den Parkanlagen des Lousbergs in Aachen
- 1885: Brücke über den Düsselbach in der Goltsteinstraße gegenüber der Bleichstraße, Düsseldorf[7]
- Von-Halfern-Park, Aachen